# مقتل زهرة صفراء
مقتل زهرة صفراء (بالألمانية: Die Ermordung einer Butterblume und andere Erzählungen) مجموعة قصص قصيرة للكاتب الألماني ألفرد دوبلن، نُشرت للمرة الأولى في العام 1913م.

## وصلات خارجية
| - مقتل زهرة صفراء، على كتب جوجل. - مقتل زهرة صفراء، على مشروع جوتنبرج. - مقتل زهرة صفراء، على أرشيف الإنترنت. - مقتل زهرة صفراء، على الفهرس العالمي. | - مقتل زهرة صفراء، على مكتبة جامعة هارفارد. - مقتل زهرة صفراء، على جود ريدز. - مقتل زهرة صفراء، على موقع أمازون. - مقتل زهرة صفراء، على مكتبة جامعة ميشيغان. |  |